# Aéroport international de Batoumi-Alexandre-Kartveli
L'aéroport International de Batoumi  (code IATA : BUS • code OACI : UGSB) est le troisième aéroport international du pays (avec celui de Tbilissi et de Koutaïssi). Il porte le nom de l'ingénieur aéronaute Alexander Kartveli, d'origine géorgienne, formé en France et ayant fait carrière aux États-Unis. 
Il dessert Batoumi, une ville en Adjarie et troisième ville du pays. 
Il peut accueillir 600 000 personnes par an. Il est géré par TAV Airport Holding (qui gère aussi celui de Tbilissi).

## Situation
Il est situé à 2 km au sud de Batoumi.
| Koutaïssi Ambrolaouri Natakhtari Batoumi Mestia Tbilissi Soukhoumi |

## Compagnie aériennes et destinations
| Compagnies           | Destinations                                                          |
| -------------------- | --------------------------------------------------------------------- |
| Air Arabia           | En saison: Charjah                                                    |
| Air Astana           | En saison: Almaty, Noursoultan                                        |
| airBaltic            | En saison: Riga                                                       |
| Air Moldova          | En saison: Chișinău                                                   |
| Arkia                | En saison: Tel Aviv - Ben Gourion                                     |
| Belavia              | Minsk En saison: Homiel                                               |
| Buta Airways         | En saison: Bakou-H. Aliyev                                            |
| El Al                | En saison: Tel Aviv - Ben Gourion                                     |
| flyadeal             | En saison: Riyad-roi Khaled                                           |
| flydubai             | En saison : Dubaï                                                     |
| flynas               | En saison: Dammam-roi Fahd, Djeddah - Roi-Abdelaziz, Riyad-roi Khaled |
| GetJet Airlines      | En saison charter: Vilnius                                            |
| Iran Aseman Airlines | En saison: Téhéran-Imam-Khomeini                                      |
| Pegasus Airlines     | Istanbul-S. Gökçen                                                    |
| Qeshm Air            | En saison: Téhéran-Imam-Khomeini                                      |
| Saudia               | En saison: Riyad-roi Khaled                                           |
| SmartLynx Airlines   | En saison charter: Tallinn                                            |
| Turkish Airlines     | Istanbul                                                              |
| Uzbekistan Airways   | En saison: Tachkent                                                   |
| Vanilla Sky Airlines | Tbilissi-C. Roustavéli                                                |
| Varesh Airlines      | En saison: Téhéran-Imam-Khomeini                                      |
| Zagros Airlines      | En saison: Téhéran-Imam-Khomeini                                      |

Édité  le 09/08/2018  Actualisé le 20/05/2023

## Passagers Annuels
Pour des raisons techniques, il est temporairement impossible d'afficher le graphique qui aurait dû être présenté ici.

Voir la requête brute et les sources sur Wikidata.
| Année | Passagers Annuels | Changement |
| ----- | ----------------- | ---------- |
| 2007  | 38,613            |            |
| 2008  | 64,656            | +67,4%     |
| 2009  | 46,044            | -28,8      |
| 2010  | 88,562            | +92,3      |
| 2011  | 133,510           | +51,1      |
| 2012  | 168,510           | +25,9      |
| 2013  | 208,997           | +24,0      |
| 2014  | 213,439           | +2,2       |
| 2015  | 226,476           | +5,9       |
| 2016  | 312,343           | +37,9      |

Fin 2016, l'aéroport se trouvait dans le top 5 des aéroports européens qui ont eu les meilleures croissances.